# Papiamento
Papiamento ali papiamentu (nizozemsko Papiaments) je kreolski jezik, ki temelji na portugalščini in se govori na Nizozemskih Karibih. Je najbolj razširjen jezik na karibskih otokih ABC (Aruba, Bonaire, Curaçao ), z uradnim statusom v Arubi in Curaçau. Papiamento je tudi priznan jezik v nizozemskih javnih organih Svetega Evstahija in Sabe.
Jezik, ki se imenuje Papiamento v Arubi in Papiamentu v Bonairu in Curaçau, v veliki meri temelji na portugalščini in španščini iz kolonialne dobe (vključno z judovsko-portugalščino), nanjo pa sta močno vplivala nizozemska in venezuelska španščina. Zaradi leksikalnih podobnosti med španščino in portugalščino je težko določiti natančen izvor nekaterih besed. Čeprav obstajajo različne teorije o njegovem izvoru, večina jezikoslovcev zdaj meni, da je papiamento nastal iz španskega in portugalskega kreolskega jezika, ki sta se razvila na zahodnoafriških obalah,  saj ima veliko podobnosti s kreolščino Zelenortskih otokov in kreolščino Gvineje Bissau. 

## Zgodovina
Obstajajo različne teorije o izvoru in razvoju jezika Papiamento, natančna zgodovina pa ni bila ugotovljena. Njegov matični jezik je zagotovo iberski, vendar so znanstveniki razpravljali o tem, ali je papiamento izpeljan iz portugalščine in njenih izpeljanih kreolskih jezikov, ki temeljijo na portugalščini, ali iz španščine. Zgodovinske omejitve, osnovno besedišče in slovnične značilnosti, ki si jih papiamento deli z zelenortsko kreolščino in gvinejsko-bisavsko kreolščino, so veliko manjše od tistih, ki si jih deli s španščino, čeprav sta se španski in nizozemski vpliv pojavila pozneje, od 17. stoletja naprej. 
Samo ime jezika izvira iz papia, iz portugalščine in zelenortske kreolščine papear ("klepetati, reči, govoriti, govoriti"), dodano s samostalniško pripono -mento.
Španija je pridobila prevlado nad otoki v 15. stoletju, vendar jih je malo izkoristila. Portugalski trgovci so v obdobju 1580–1640 veliko trgovali v Zahodni Indiji in z Ibersko unijo med Portugalsko in Španijo, njihova trgovina se je razširila na špansko Zahodno Indijo. Leta 1634 je Nizozemska zahodnoindijska družba (WIC) prevzela otoke in deportirala večino maloštevilnega preostalega aravaškega in španskega prebivalstva na celino (večinoma na venezuelsko zahodno obalo in venezuelske ravnice, pa tudi vse do vzhoda do venezuelskega bazena Orinoka in Trinidada) in jih spremenila v središče nizozemske trgovine s sužnji med Afriko in Karibi.
Prve dokaze o široki uporabi papiamenta na Arubi in Curaçau lahko vidimo v uradnih dokumentih v začetku 18. stoletja. V 19. stoletju je bila večina gradiva na otokih napisana v papiamentu, vključno z rimskokatoliškimi šolskimi knjigami in pesmaricami. Leta 1837 je bil natisnjen Catecismo Corticu pa uso di catolicanan di Curaçao, prva tiskana knjiga v Papiamentu. Leta 2009 je bil Catecismo Corticu dodan v Unescov register spomina sveta. Prvi časopis v jeziku papiamentu je izšel leta 1871 in se je imenoval Civilisadó (Civilizator).

### Trenutno stanje
Papiamento se govori v vseh vidikih družbe po vsej Arubi, Curaçau in Bonairu.
Papiamento je uradni jezik Arube od maja 2003. Na nekdanjih Nizozemskih Antilih je papiamento postal uradni jezik 7. marca 2007. Po razpadu Nizozemskih Antilov je bil uradni status papiamenta potrjen v novo ustanovljeni Karibski Nizozemski. Tudi 150.000 Antilcev (večinoma iz Curaçaa) živi na Nizozemskem in tekoče govorijo svoj materni jezik papiamento. Nekaj papiamenta se govori tudi na Svetem Martinu in polotoku Paraguaná v Venezueli.
Prva opera v papiamentu, ki jo je priredil Carel De Haseth iz njegovega romana Katibu di Shon je bila izvedena v Stadsschouwburgu v Amsterdamu 1. julija 2013 v počastitev 150. obletnice konca suženjstva na nizozemskih Karibih. 

## Pravopis in izgovorjava
Papiamento je zapisan z latinično pisavo .
Od leta 1970 sta bila razvita in sprejeta dva različna pravopisa. Leta 1976 sta Curaçao in Bonaire uradno sprejela različico Römer-Maduro-Jonis, fonetično črkovanje. Leta 1977 je Aruba odobrila črkovanje, ki je bolj temeljilo na etimologiji in ga je predstavila Comision di Ortografia (Pravopisna komisija), ki ji je predsedoval Jossy Mansur.